# Ieva Segliņa-Krūzkopa
Ieva Segliņa-Krūzkopa geb. Segliņa (* 1. Mai 1990 in Riga) ist eine lettische Theaterschauspielerin.

## Leben
Nach der Mittelschule in Riga absolvierte sie bis 2011 eine akademische Theaterschule in Moskau. Seit 2011 ist sie beim Daile-Theater beschäftigt. 2012 war Segliņa bei der Spēlmaņu nakts, einer jährlichen Preisverleihung für Schauspieler in Lettland, als beste Schauspielerin des Jahres nominiert. 2021 erhielt sie bei derselben Zeremonie einen Preis für ihre Rolle in einer Aufführung des Rainis - Stückes "Smilgis" 
Seit 2016 ist sie mit dem Schauspieler Arturs Krūzkops verheiratet.

## Rollen (Auswahl)
- Olga und Sirēna in Izraidītie (Ivaškevičs), 2014
- Julia in Romeo und Julia  (Shakespeare), 2012
- Lolita in Lolita (Nabokow), 2007